# Snöberget
Snöberget är ett 242 meter högt kalottberg i Norrbottens kustland, beläget cirka 4 kilometer sydväst om Niemisels centrum. Från vägen på västra sidan av Råne älv går en stig via Långberget upp till Snöbergets topp. På nivån 160-180 meter passerar den ett större klapperstensfält, varefter stigen går brantare upp till det plana området på bergets topp. Högsta kustlinjen ligger vid 220-metersnivån. Klapperstensfälten bildades i samband med avslutningen av den senaste istiden, och beror på att havsvågor sköljt undan lösare material och på samma gång slipat många av stenarna runda. 
Fram till slutet av 1950-talet användes berget som brandbevakningplats. Bevakningen skedde via ett torn som sannolikt revs under sent 1960-tal. Berget var fram till någon gång på 1950-talet ett populärt utflyktsmål, på sommaren inte minst för att man kunde se midnattssolen, på hösten på grund av den goda tillgången på bär i de lägre områdena och på vintern med utförsåkning utför bergets sluttningar strax under toppen.
Eftersom berget har en kalottform ser dess profil likadan ut från de flesta håll. Från det torn som tidigare användes för brandbevakning kan man se en skymt av Luleå och Bottniska viken. Det sägs att Snöberget tidigare fungerade som navigeringshjälp för sjöfarten.
Snöberget utgör ett naturreservat i Luleå kommun i Norrbottens län.